# Petit Le Mans 2022

Tor Michelin Raceway Road Atlanta

Petit Le Mans 2022 (Motul Petit Le Mans 2022) – długodystansowy wyścig samochodowy, który odbył się 1 października 2022 roku. Był on ostatnią rundą sezonu 2022 serii IMSA SportsCar Championship. Wyścig ten był ostatnim dla samochodów klasy Daytona Prototype international (DPi).

## Sesje treningowe
| Klasa          | Zespół                 | Kierowcy                                            | Samochód        | Czas           | Okr.           |
| Sesja pierwsza | Sesja pierwsza         | Sesja pierwsza                                      | Sesja pierwsza  | Sesja pierwsza | Sesja pierwsza |
| -------------- | ---------------------- | --------------------------------------------------- | --------------- | -------------- | -------------- |
| DPi            | #02 Cadillac Racing    | Earl Bamber Alex Lynn Ryan Hunter-Reay              | Cadillac DPi    | 1:09,583       | 42             |
| LMP2           | #8 Tower Motorsport    | John Farano Louis Delétraz Rui Pinto de Andrade     | ORECA LMP2 07   | 1:11,320       | 50             |
| LMP3           | #54 CORE Autosport     | Jon Bennett Colin Braun George Kurtz                | Ligier JS P320  | 1:15,676       | 43             |
| GTD Pro        | #14 VasserSullivan     | Jack Hawksworth Ben Barnicoat Kyle Kirkwood         | Lexus RC F GT3  | 1:19,384       | 31             |
| GTD            | #1 Paul Miller Racing  | Bryan Sellers Madison Snow Erik Johansson           | BMW M4 GT3      | 1:19,500       | 43             |
| Sesja druga    |                        |                                                     |                 |                |                |
| DPi            | #01 Cadillac Racing    | Renger van der Zande Sébastien Bourdais Scott Dixon | Cadillac DPi    | 1:09,040       | 48             |
| LMP2           | #18 Era Motorsport     | Dwight Merriman Ryan Dalziel Christian Rasmussen    | ORECA LMP2 07   | 1:11,656       | 52             |
| LMP3           | #74 Riley Motorsports  | Gar Robinson Felipe Fraga Kay van Berlo             | Ligier JS P320  | 1:15,569       | 50             |
| GTD Pro        | #14 VasserSullivan     | Jack Hawksworth Ben Barnicoat Kyle Kirkwood         | Lexus RC F GT3  | 1:18,912       | 38             |
| GTD            | #12 VasserSullivan     | Frankie Montecalvo Aaron Telitz Richard Heistand    | Lexus RC F GT3  | 1:19,853       | 46             |
| Sesja trzecia  |                        |                                                     |                 |                |                |
| DPi            | #02 Cadillac Racing    | Earl Bamber Alex Lynn Ryan Hunter-Reay              | Cadillac DPi    | 1:09,880       | 61             |
| LMP2           | #8 Tower Motorsport    | John Farano Louis Delétraz Rui Pinto de Andrade     | ORECA LMP2 07   | 1:10,613       | 52             |
| LMP3           | #36 Andretti Autosport | Jarett Andretti Gabby Chaves Josh Burdon            | Ligier JS P320  | 1:16,028       | 42             |
| GTD Pro        | #62 Risi Competizione  | Daniel Serra Davide Rigon James Calado              | Ferrari 488 GT3 | 1:19,649       | 51             |
| GTD            | #12 VasserSullivan     | Frankie Montecalvo Aaron Telitz Richard Heistand    | Lexus RC F GT3  | 1:19,632       | 53             |
| Źródła         |                        |                                                     |                 |                |                |

## Kwalifikacje
Pole position w każdej kategorii oznaczone jest pogrubieniem.
| Poz.   | Klasa   | Zespół                                  | Kierowca            | Czas     | Strata  | Poz. s. |
| ------ | ------- | --------------------------------------- | ------------------- | -------- | ------- | ------- |
| 1      | DPi     | #60 Meyer Shank Racing W/Curb-Agajanian | Tom Blomqvist       | 1:08,555 | —       | 1       |
| 2      | DPi     | #02 Cadillac Racing                     | Earl Bamber         | 1:08,788 | +0,233  | 2       |
| 3      | DPi     | #10 Konica Minolta Acura ARX-05         | Ricky Taylor        | 1:08,802 | +0,247  | 3       |
| 4      | DPi     | #5 JDC Miller MotorSports               | Tristan Vautier     | 1:08,853 | +0,298  | 4       |
| 5      | DPi     | #01 Cadillac Racing                     | Sébastien Bourdais  | 1:08,905 | +0,350  | 5       |
| 6      | DPi     | #48 Ally Cadillac                       | Kamui Kobayashi     | 1:08,984 | +0,429  | 6       |
| 7      | DPi     | #31 Whelen Engineering Racing           | Pipo Derani         | 1:09,075 | +0,520  | 7       |
| 8      | LMP2    | #11 PR1 Mathiasen Motorsports           | Steven Thomas       | 1:11,939 | +3,384  | 8       |
| 9      | LMP2    | #20 High Class Racing                   | Dennis Andersen     | 1:12,021 | +3,466  | 9       |
| 10     | LMP2    | #52 PR1 Mathiasen Motorsports           | Ben Keating         | 1:12,328 | +3,773  | 10      |
| 11     | LMP2    | #8 Tower Motorsport                     | John Farano         | 1:12,360 | +3,805  | 11      |
| 12     | LMP2    | #81 DragonSpeed USA                     | Henrik Hedman       | 1:13,570 | +5,015  | 12      |
| 13     | LMP2    | #18 Era Motorsport                      | Dwight Merriman     | 1:13,896 | +5,341  | 13      |
| 14     | LMP3    | #74 Riley Motorsports                   | Kay van Berlo       | 1:15,517 | +6,962  | 14      |
| 15     | LMP3    | #33 Sean Creech Motorsport              | Malthe Jakobsen     | 1:15,625 | +7,070  | 15      |
| 16     | LMP3    | #36 Andretti Autosport                  | Jarett Andretti     | 1:17,030 | +8,475  | 16      |
| 17     | LMP3    | #13 AWA                                 | Orey Fidani         | 1:17,809 | +9,254  | 17      |
| 18     | LMP3    | #54 CORE Autosport                      | Jon Bennett         | 1:17,813 | +9,258  | 18      |
| 19     | LMP3    | #30 Jr III Motorsports                  | Ari Balogh          | 1:18,417 | +9,862  | 19      |
| 20     | LMP3    | #38 Performance Tech Motorsports        | Dan Goldburg        | 1:18,693 | +10,138 | 20      |
| 21     | GTD Pro | #14 VasserSullivan                      | Jack Hawksworth     | 1:18,835 | +10,280 | 22      |
| 22     | GTD Pro | #23 Heart of Racing Team                | Alex Riberas        | 1:19,043 | +10,488 | 23      |
| 23     | GTD     | #1 Paul Miller Racing                   | Madison Snow        | 1:19,118 | +10,563 | 24      |
| 24     | GTD Pro | #25 BMW M Team RLL                      | Jesse Krohn         | 1:19,279 | +10,724 | 25      |
| 25     | GTD Pro | #62 Risi Competizione                   | James Calado        | 1:19,352 | +10,797 | 26      |
| 26     | LMP3    | #76 AWA                                 | Anthony Mantella    | 1:19,357 | +10,802 | 21      |
| 27     | GTD Pro | #3 Corvette Racing                      | Antonio García      | 1:19,444 | +10,889 | 27      |
| 28     | GTD     | #39 CarBahn with Peregrine Racing       | Robert Megennis     | 1:19,506 | +10,951 | 28      |
| 29     | GTD     | #42 NTE Sport/SSR                       | Jaden Conwright     | 1:19,522 | +10,967 | 29      |
| 30     | GTD     | #27 Heart of Racing Team                | Roman De Angelis    | 1:19,546 | +10,991 | 30      |
| 31     | GTD     | #12 VasserSullivan                      | Richard Heistand    | 1:19,560 | +11,005 | 31      |
| 32     | GTD Pro | #79 WeatherTech Racing                  | Maximilian Buhk     | 1:19,620 | +11,065 | 32      |
| 33     | GTD     | #32 Team Korthoff Motorsports           | Stevan McAleer      | 1:19,823 | +11,268 | 33      |
| 34     | GTD Pro | #9 Pfaff Motorsports                    | Felipe Nasr         | 1:19,942 | +11,387 | 34      |
| 35     | GTD     | #57 Winward Racing                      | Russell Ward        | 1:19,977 | +11,422 | 35      |
| 36     | GTD     | #21 AF Corse                            | Simon Mann          | 1:20,022 | +11,467 | 36      |
| 37     | GTD     | #16 Wright Motorsports                  | Zacharie Robichon   | 1:20,025 | +11,470 | 37      |
| 38     | GTD     | #47 Cetilar Racing                      | Giorgio Sernagiotto | 1:20,041 | +11,486 | 38      |
| 39     | GTD     | #70 Inception Racing                    | Brendan Iribe       | 1:20,390 | +11,835 | 39      |
| 40     | GTD     | #44 Magnus Racing                       | John Potter         | 1:21,431 | +12,876 | 40      |
| 41     | GTD     | #99 Team Hardpoint                      | Nick Boulle         | 1:21,470 | +12,915 | 41      |
| 42     | GTD     | #66 Gradient Racing                     | —                   | —        | —       | 43      |
| 43     | GTD     | #96 Turner Motorsport                   | —                   | —        | —       | 42      |
| Źródła |         |                                         |                     |          |         |         |

## Wyścig

### Wyniki
Zwycięzcy klas są oznaczeni pogrubieniem.
| Poz.   | Klasa   | Zespół                                  | Kierowcy                                            | Samochód                    | Opony | Okr. | Czas/Strata   |
| ------ | ------- | --------------------------------------- | --------------------------------------------------- | --------------------------- | ----- | ---- | ------------- |
| 1      | DPi     | #60 Meyer Shank Racing W/Curb-Agajanian | Oliver Jarvis Tom Blomqvist Helio Castroneves       | Acura DPi                   | M     | 423  | 10:00:14,591  |
| 2      | DPi     | #31 Whelen Engineering Racing           | Olivier Pla Pipo Derani Mike Conway                 | Cadillac DPi                | M     | 423  | +4,369        |
| 3      | DPi     | #48 Ally Cadillac                       | Mike Rockenfeller Kamui Kobayashi Jimmie Johnson    | Cadillac DPi                | M     | 422  | +1 okrążenie  |
| 4      | DPi     | #01 Cadillac Racing                     | Renger van der Zande Sébastien Bourdais Scott Dixon | Cadillac DPi                | M     | 419  | +4 okrążenia  |
| 5      | LMP2    | #8 Tower Motorsport                     | John Farano Louis Delétraz Rui Pinto de Andrade     | ORECA LMP2 07               | M     | 418  | +5 okrążeń    |
| 6      | LMP2    | #81 DragonSpeed USA                     | Henrik Hedman Juan Pablo Montoya Sebastián Montoya  | ORECA LMP2 07               | M     | 418  | +5 okrążeń    |
| 7      | LMP2    | #11 PR1 Mathiasen Motorsports           | Steven Thomas Josh Pierson Tristan Nunez            | ORECA LMP2 07               | M     | 418  | +5 okrążeń    |
| 8      | DPi     | #02 Cadillac Racing                     | Earl Bamber Alex Lynn Ryan Hunter-Reay              | Cadillac DPi                | M     | 418  | +5 okrążeń    |
| 9 NU   | DPi     | #10 Konica Minolta Acura ARX-05         | Ricky Taylor Filipe Albuquerque Brendon Hartley     | Acura DPi                   | M     | 414  | Nie ukończyli |
| 10     | LMP2    | #20 High Class Racing                   | Dennis Andersen Anders Fjordbach Fabio Scherer      | ORECA LMP2 07               | M     | 414  | +9 okrążeń    |
| 11     | LMP3    | #36 Andretti Autosport                  | Jarett Andretti Gabby Chaves Josh Burdon            | Ligier JS P320              | M     | 401  | +22 okrążenia |
| 12     | LMP3    | #30 Jr III Motorsports                  | Ari Balogh Garett Grist Nolan Siegel                | Ligier JS P320              | M     | 401  | +22 okrążenia |
| 13     | LMP3    | #33 Sean Creech Motorsport              | João Barbosa Malthe Jakobsen Nico Pino              | Ligier JS P320              | M     | 401  | +22 okrążenia |
| 14     | LMP3    | #74 Riley Motorsports                   | Gar Robinson Felipe Fraga Kay van Berlo             | Ligier JS P320              | M     | 400  | +23 okrążenia |
| 15     | LMP3    | #54 CORE Autosport                      | Jon Bennett Colin Braun George Kurtz                | Ligier JS P320              | M     | 399  | +24 okrążenia |
| 16     | LMP3    | #76 AWA                                 | Anthony Mantella Kyle Marcelli Josh Sarchet         | Duqueine M30 - D08          | M     | 397  | +26 okrążeń   |
| 17     | LMP3    | #13 AWA                                 | Orey Fidani Matthew Bell Lars Kern                  | Duqueine M30 - D08          | M     | 395  | +28 okrążeń   |
| 18     | GTD     | #66 Gradient Racing                     | Kyffin Simpson Till Bechtolsheimer Mario Farnbacher | Acura NSX GT3 Evo 22        | M     | 387  | +36 okrążeń   |
| 19     | GTD     | #70 Inception Racing                    | Brendan Iribe Jordan Pepper Seb Priaulx             | McLaren 720S GT3            | M     | 387  | +36 okrążeń   |
| 20     | GTD     | #96 Turner Motorsport                   | Robby Foley Bill Auberlen Michael Dinan             | BMW M4 GT3                  | M     | 386  | +37 okrążeń   |
| 21     | GTD     | #16 Wright Motorsports                  | Ryan Hardwick Zacharie Robichon Jan Heylen          | Porsche 911 GT3 R           | M     | 386  | +37 okrążeń   |
| 22     | GTD     | #1 Paul Miller Racing                   | Bryan Sellers Madison Snow Erik Johansson           | BMW M4 GT3                  | M     | 386  | +37 okrążeń   |
| 23     | GTD Pro | #14 VasserSullivan                      | Jack Hawksworth Ben Barnicoat Kyle Kirkwood         | Lexus RC F GT3              | M     | 386  | +37 okrążeń   |
| 24     | GTD Pro | #25 BMW M Team RLL                      | Connor De Phillippi John Edwards Jesse Krohn        | BMW M4 GT3                  | M     | 386  | +37 okrążeń   |
| 25     | GTD Pro | #9 Pfaff Motorsports                    | Matt Campbell Mathieu Jaminet Felipe Nasr           | Porsche 911 GT3 R           | M     | 386  | +37 okrążeń   |
| 26     | GTD Pro | #23 Heart of Racing Team                | Ross Gunn Alex Riberas Tom Gamble                   | Aston Martin Vantage GT3    | M     | 386  | +37 okrążeń   |
| 27     | GTD Pro | #3 Corvette Racing                      | Antonio Garcia Jordan Taylor Nicky Catsburg         | Chevrolet Corvette C8.R GTD | M     | 386  | +37 okrążeń   |
| 28     | GTD     | #32 Team Korthoff Motorsports           | Mike Skeen Stevan McAleer Dirk Müller               | Mercedes-AMG GT3 Evo        | M     | 385  | +38 okrążeń   |
| 29     | GTD     | #27 Heart of Racing Team                | Roman De Angelis Maxime Martin Ian James            | Aston Martin Vantage GT3    | M     | 385  | +38 okrążeń   |
| 30     | GTD     | #21 AF Corse                            | Simon Mann Luis Perez Companc Toni Vilander         | Ferrari 488 GT3             | M     | 385  | +38 okrążeń   |
| 31     | GTD Pro | #79 WeatherTech Racing                  | Maximilian Buhk Mikaël Grenier Maximilian Götz      | Mercedes-AMG GT3 Evo        | M     | 385  | +38 okrążeń   |
| 32     | GTD Pro | #62 Risi Competizione                   | Daniel Serra Davide Rigon James Calado              | Ferrari 488 GT3             | M     | 386  | +37 okrążeń   |
| 33     | GTD     | #42 NTE Sport/SSR                       | Jaden Conwright Marco Holzer Don Yount              | Lamborghini Huracán GT3 Evo | M     | 385  | +38 okrążeń   |
| 34     | GTD     | #47 Cetilar Racing                      | Roberto Lacorte Giorgio Sernagiotto Ulysse De Pauw  | Ferrari 488 GT3             | M     | 384  | +39 okrążeń   |
| 35     | GTD     | #57 Winward Racing                      | Russell Ward Philip Ellis Marvin Dienst             | Mercedes-AMG GT3 Evo        | M     | 383  | +40 okrążeń   |
| 36     | LMP3    | #38 Performance Tech Motorsports        | Dan Goldburg Cameron Shields Tyler Maxson           | Ligier JS P320              | M     | 355  | +68 okrążeń   |
| 37 NU  | GTD     | #99 Team Hardpoint                      | Rob Ferriol Katherine Legge Nick Boulle             | Porsche 911 GT3 R           | M     | 264  | Nie ukończyli |
| 38 NU  | LMP2    | #18 Era Motorsport                      | Dwight Merriman Ryan Dalziel Christian Rasmussen    | ORECA LMP2 07               | M     | 249  | Nie ukończyli |
| 39 NU  | DPi     | #5 JDC Miller MotorSports               | Tristan Vautier Richard Westbrook Loic Duval        | Cadillac DPi                | M     | 170  | Nie ukończyli |
| 40 NU  | GTD     | #12 VasserSullivan                      | Frankie Montecalvo Aaron Telitz Richard Heistand    | Lexus RC F GT3              | M     | 158  | Nie ukończyli |
| 41 NU  | LMP2    | #52 PR1 Mathiasen Motorsports           | Ben Keating Mikkel Jensen Scott Huffaker            | ORECA LMP2 07               | M     | 102  | Nie ukończyli |
| 42 NU  | GTD     | #44 Magnus Racing                       | John Potter Andy Lally Spencer Pumpelly             | Aston Martin Vantage GT3    | M     | 62   | Nie ukończyli |
| 43 NU  | GTD     | #39 CarBahn with Peregrine Racing       | Robert Megennis Corey Lewis Jeff Westphal           | Lamborghini Huracán GT3 Evo | M     | 22   | Nie ukończyli |
| Źródło |         |                                         |                                                     |                             |       |      |               |

### Statystyki

#### Najszybsze okrążenie
| Klasa   | Kierowca       | Zespół                | Czas     | Okr. |
| ------- | -------------- | --------------------- | -------- | ---- |
| DPi     | Earl Bamber    | #02 Cadillac Racing   | 1:09,664 | 36   |
| LMP2    | Louis Delétraz | #8 Tower Motorsport   | 1:10,887 | 398  |
| LMP3    | Felipe Fraga   | #74 Riley Motorsports | 1:16,348 | 349  |
| GTD Pro | Daniel Serra   | #62 Risi Competizione | 1:20,093 | 369  |
| GTD     | Jordan Pepper  | #70 Inception Racing  | 1:20,219 | 318  |
| Źródło  |                |                       |          |      |